# Saint-Marcel (Indre)
Saint-Marcel é uma comuna francesa na região administrativa do Centro, no departamento de Indre. Estende-se por uma área de 17,84 km². Em 2010 a comuna tinha 1 530 habitantes (densidade: 85,8 hab./km²).